# ヴァージン・アトランティック航空
ヴァージン アトランティック航空（ヴァージン アトランティックこうくう、Virgin Atlantic Airways）は、イギリスの大手航空会社。大陸間の長距離国際線を中心に運航している。2020年8月4日にアメリカ合衆国ニューヨーク州の連邦破産裁判所に連邦倒産法第15章（国際倒産）の適用を申請し、経営再建の途上にある。

## 沿革
- 1984年6月22日 : ロンドン/ガトウィック - ニューヨーク/ニューアーク線をボーイング747-200Bで開設し、運航開始。
- 1997年 : ブリティッシュ・エアウェイズが機体からユニオンジャックの塗装を消したことに伴い[注釈 1]、自社の機体の機首部分に描かれている「スカーレット・レディ」およびウィングレット（主翼先端部）にユニオンジャックを入れる。
- 1998年 : 全便が禁煙化される（東京/成田 - ロンドン/ヒースロー線、ロンドン/ヒースロー - アテネ線が最後)。
- 1999年 : 全株式の49%がシンガポール航空に譲渡される。
- 2012年12月11日 : シンガポール航空が保有する49％の株式をデルタ航空が買い取り、大西洋路線で合弁事業を行い、将来的には合弁会社を設立する予定を発表。[リンク切れ][2]
- 2013年4月8日 : 初のイギリス国内線サービス「リトル・レッド」をヒースロー-エジンバラ線にて開始[3]
- 2014年10月6日 : イギリス国内線「リトル・レッド」ロンドン/ヒースロー - マンチェスター線は2015年3月28日、ロンドン/ヒースロー - エディンバラ線、ロンドン/ヒースロー-アバディーン線は2015年9月26日をもって撤退することを発表。[4]
- 2018年5月15日 : エールフランス、KLMオランダ航空、ヴァージン・アトランティック航空の3社は大西洋路線におけるパートナーシップ提携の正式契約に調印し、共同事業拡大で正式契約を発表し、現在ヴァージン・グループが保有するヴァージン・アトランティック株式の31％をエールフランス-KLMが取得、ヴァージン・グループはヴァージン・アトランティックの株式20%と議長権、またデルタ航空は49％の株式保有を継続すると発表された[5]。
- 2020年5月 : 2020年初めから中国から拡散した新型コロナウイルスの影響により、ロンドン・ガドウィック空港からの一時撤退と約3000名の人員削減及び経年機の退役を進め経営効率化を発表。経年機退役は7機の747-400の運用停止、4機のA330-200の2022年からの退役が発表され[6]、それ以外にも20年初め3機運用していたA340-600の事実上引退も含まれる。
- 2020年8月4日 : アメリカ合衆国ニューヨーク州の連邦破産裁判所に連邦倒産法第15章（国際倒産）の適用を申請[1]。
- 2022年9月 : 2023年以降に航空連合「スカイチーム」に加盟すると正式発表[7]。
- 2023年3月2日 : 航空連合「スカイチーム」に加盟[8]。

## 歴史

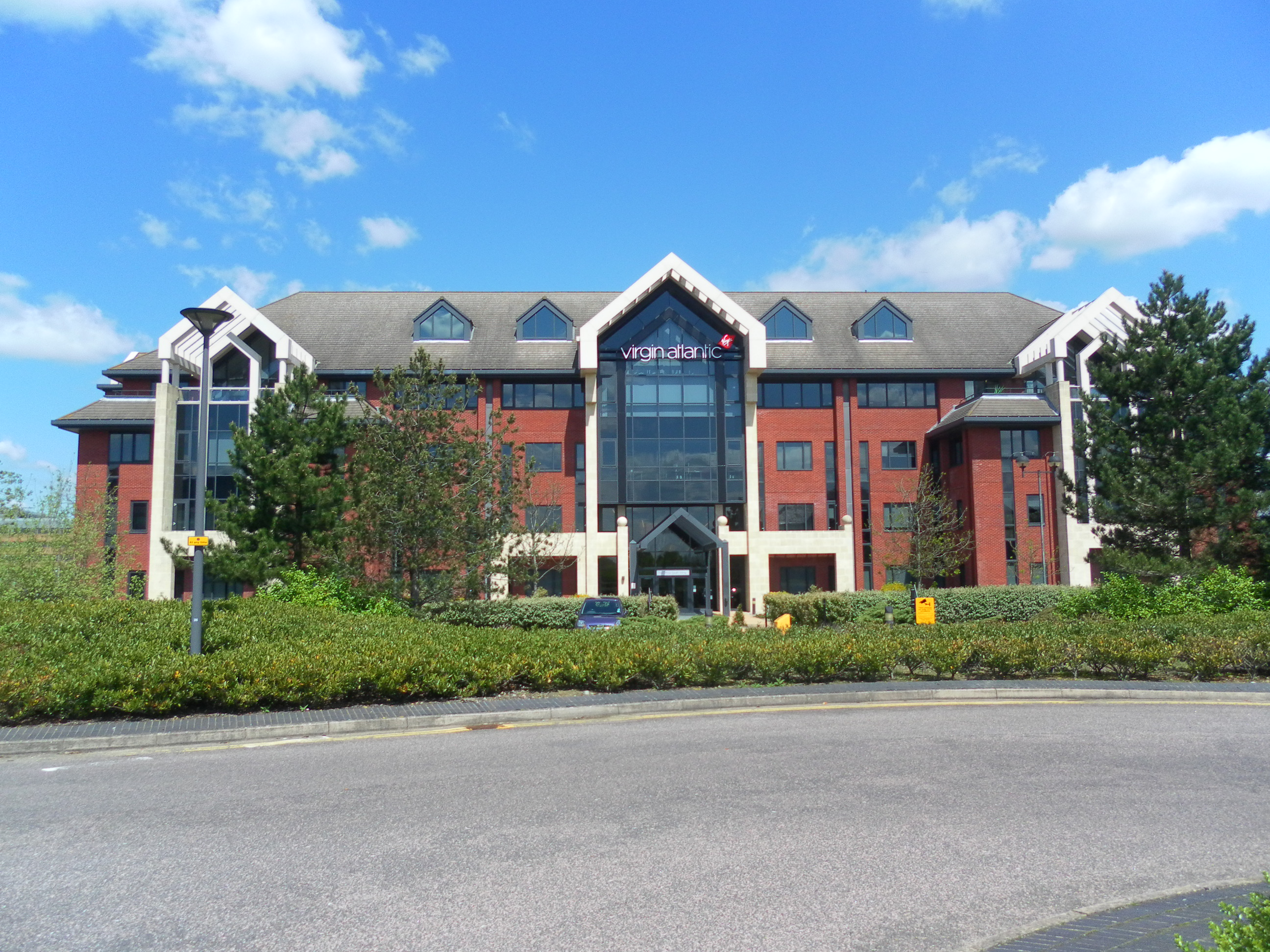
ヴァージン・アトランティック航空の本社"The Office"

ヴァージン・グループを率いるリチャード・ブランソンが、大西洋横断路線を運航する格安航空会社として知られたものの、大手航空会社による圧力を受けて1982年に破産したイギリスのレイカー航空のフレデリック・レイカーや、同じく格安航空会社として同路線に参入したピープル・エキスプレス航空の成功にインスピレーションを受けて、ヴァージン・アトランティック航空を設立し、1984年6月22日にロンドン・ガトウィック空港-ニューアーク国際空港線で運航を開始した。運航開始当初は、中古のボーイング747-200型機1機のみでの運航であった。
その後、さまざまな機内サービスを積極的に導入したことが多くの乗客からの好評を受けて業績を伸ばしたが、レイカー航空同様にイギリスのフラッグ・キャリアであるブリティッシュ・エアウェイズから執拗な妨害を受けた。しかしその後も乗客数は伸び続け、機材を買い足すとともに、ロサンゼルスや東京などの主要都市にも路線網を拡大した。リチャード・ブランソンの母親は1946年にブリティッシュ・エアウェイズの前身である英国海外航空から分離し、南アメリカとカリブ海域路線を担当していたブリティッシュ・サウスアメリカン航空（BSAA）の元客室乗務員だった。

さらに1991年にはヒースロー空港への乗り入れも開始したほか、ボーイング747-400やエアバスA340などの当時の最新機材を導入した。世界初のエコノミークラスへの個人用テレビの導入やプレミアムエコノミークラスの導入を行ったほか、バーや理髪店も設けた空港ラウンジ、オートバイによるロンドン市内と空港間の移動サービスの提供など、様々なサービスを積極的に導入することでも知られるようになった。ヴァージン・アトランティックのラウンジ「Clubhouse」における軽食サービスは、他航空会社で多く採用されているセルフサービス方式（ビュッフェ）ではなく、軽食メニューを見て注文する形式である。Clubhouseは、ロンドン (ヒースローおよびガトウィック)、ニューヨークのJFK、 ニュージャージーのニューアーク、 ボストン、 ワシントンDC、サンフランシスコ、ロサンゼルス、ヨハネスブルグの各空港で運営されている（2017年2月までは、香港国際空港でもアジアで唯一のClubhouseが運営されていたが、閉鎖された）。
| ヴァージン・アトランティック航空のエアバスA340-600 |  | ヴァージン・アトランティック航空のエアバスA340-600 |
| ヴァージン・アトランティック航空のエアバスA340-600 |  |                                                    |

1999年には、49%の株式をシンガポールのフラッグ・キャリアであるシンガポール航空に譲渡したが、2012年にアメリカのデルタ航空がこの株式を買い取った。
関連会社に格安航空会社のヴァージン・エキスプレス(現ブリュッセル航空)やヴァージン・アメリカ、ヴァージン・ブルーを持つほか、エア・ナイジェリア(旧ヴァージン・ナイジェリア航空)もある。
ロンドン以遠のイギリス国内接続路線はブリティッシュ・ミッドランド航空(bmi)とのコードシェア提携で実現していたが、2012年にbmiがブリティッシュ・エアウェイズの親会社であるインターナショナル・エアラインズ・グループ(IAG)に売却され、BAに統合されて以来、国内線を持たない状況となっていた。その後、同年11月に旧bmiが保有していたヒースロー空港の国内線発着枠を落札し、それを用いて2013年4月に初の自社国内線サービス「リトル・レッド」をロンドン-エジンバラ線で開始した。
2014年9月3日に路線ネットワークの強化計画と顧客満足度向上のための投資計画として大きな路線再編に踏み切ると発表。ロンドン/ヒースロー - 東京/成田、ムンバイ、ケープタウン、バンクーバー線から撤退。これらの路線は既存の就航路線や提携ネットワークを持って同社の存在感を維持していく予定とし、一方、大西洋路線ではデルタ航空やエールフランス、KLMオランダ航空との共同事業を拡大する。

## 機材
同社が保有する機材は、最新鋭のワイドボディ機のみである。
保有している機体全てにニックネームをつけている。リチャード・ブランソンによれば、アッパークラスのサービスにおいて「個人的な『クラブ』でくつろぐような雰囲気に浸ることが出来る」ことを目指していたことから、その感覚の延長として各機体にニックネームをつけるようにしたという。
機材登録記号についても遊び心を盛り込んでいるものがある。例えば、既に退役した機材では、1号機が「G-VIRG」で2号機が「G-VGIN」となっていたほか、東京線開設時に導入した機材では「G-TKYO」、ロサンゼルス乗り入れ時には「G-VLAX」（LAXはロサンゼルス国際空港の3レターコード）と、新たに乗り入れを開始した都市名にちなんだ登録記号を選んだ。また、「G-VLIP」（リップ）、「G-VGAL」（ギャル）、「G-VAST」（バスト）など、女性に関連する言葉を登録記号に盛り込むこともある。
2020年の新型コロナウイルス感染拡大による経営効率化によりA340-600,747-400が退役及びA330-200の2022年以降順次退役発表によって機内エンターテインメントシステムのVera Touch化が完了。
ヴァージン・アトランティック航空が自社発注同型機のカスタマーコードは1Rで、航空機の型式名は747-41Rとなっていた (新造機の中にはアリタリア-イタリア航空の43を付けた747-443が数機あるが、これはボーイング社が製造開始後にアリタリアがキャンセルした機体を引き取ったものである。また、同社カスタマーコードがつけられた機体は同型機のみ4機しか無い)。

### 運用機材

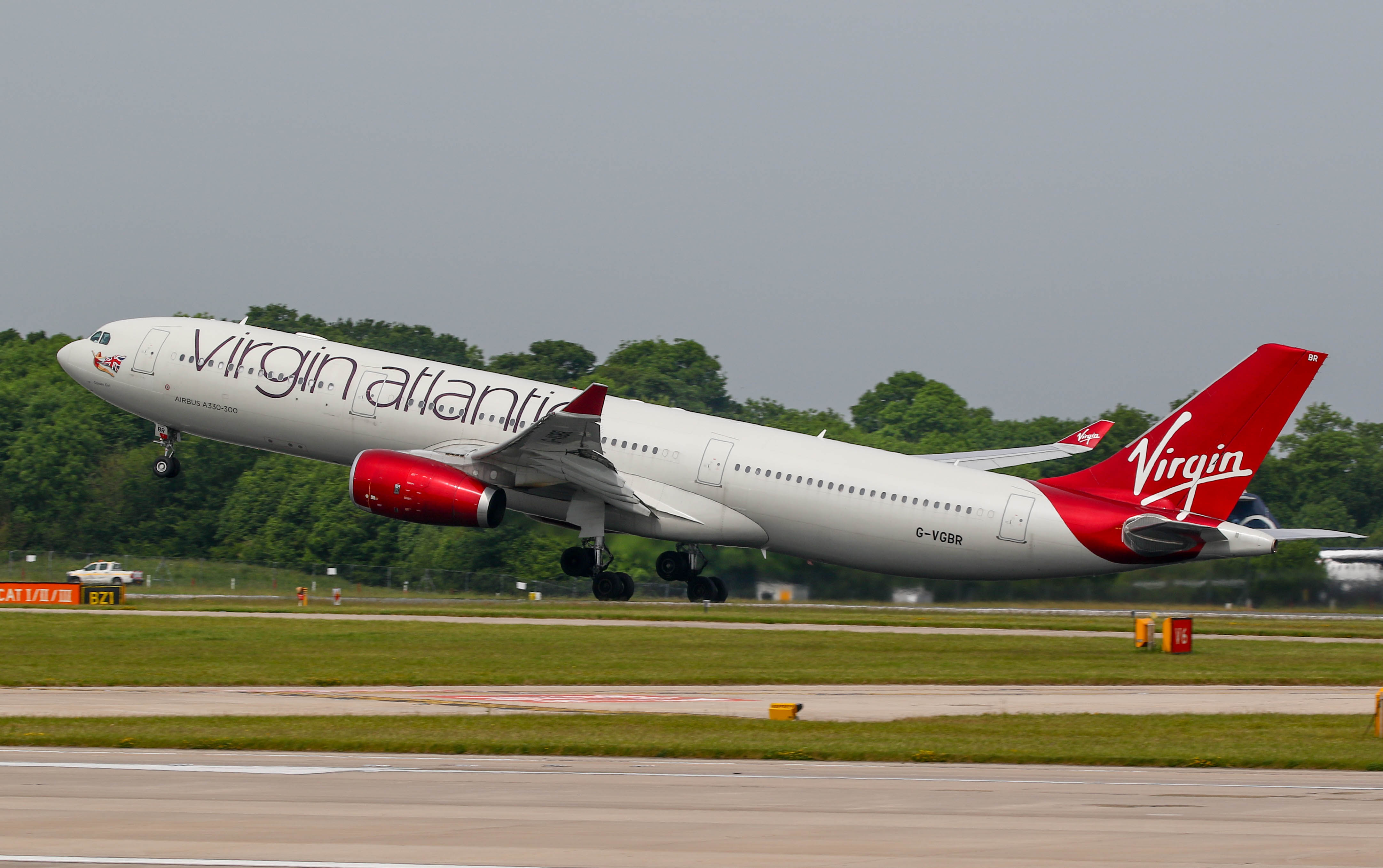
エアバスA330-300
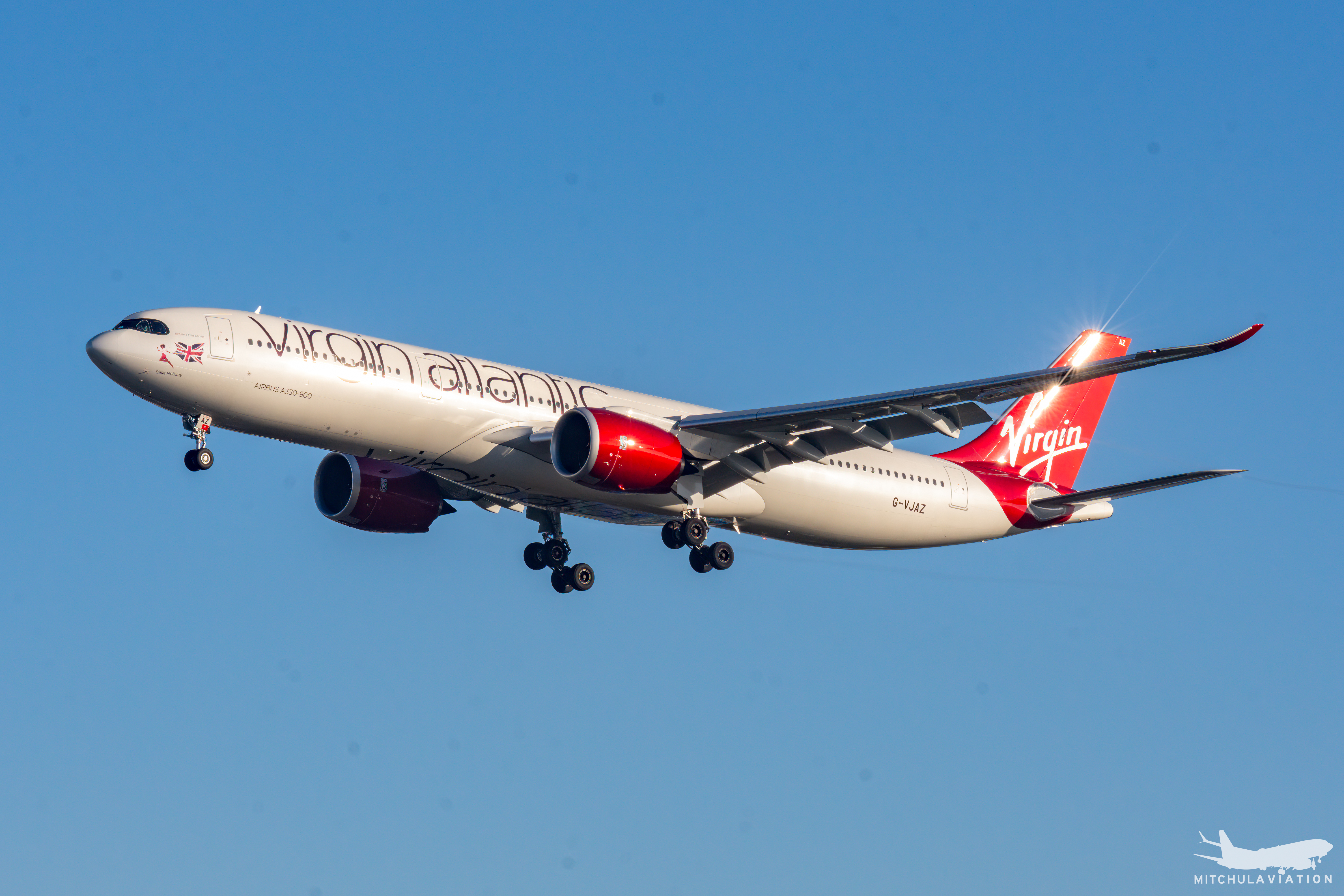
エアバスA330-900
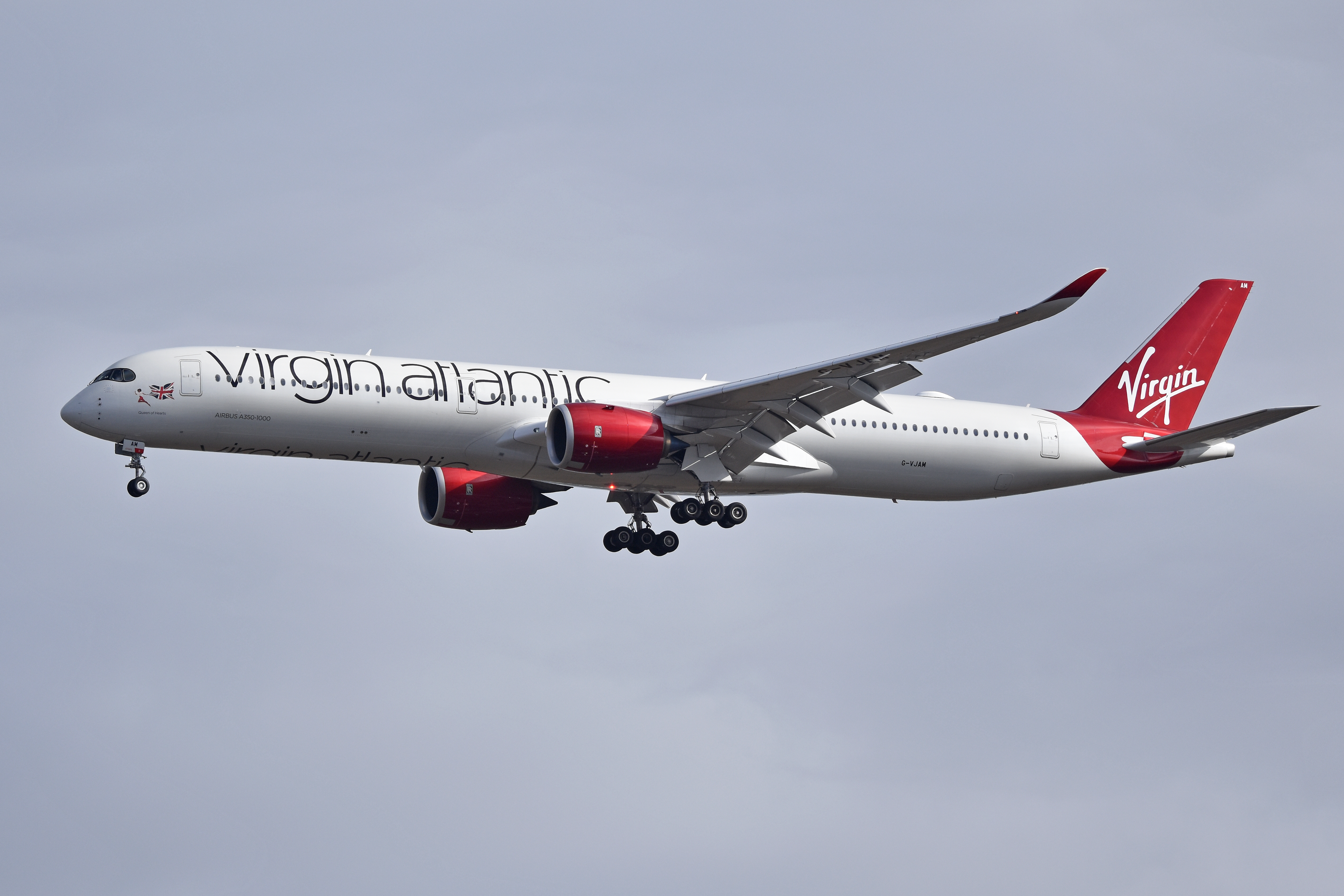
エアバスA350-1000
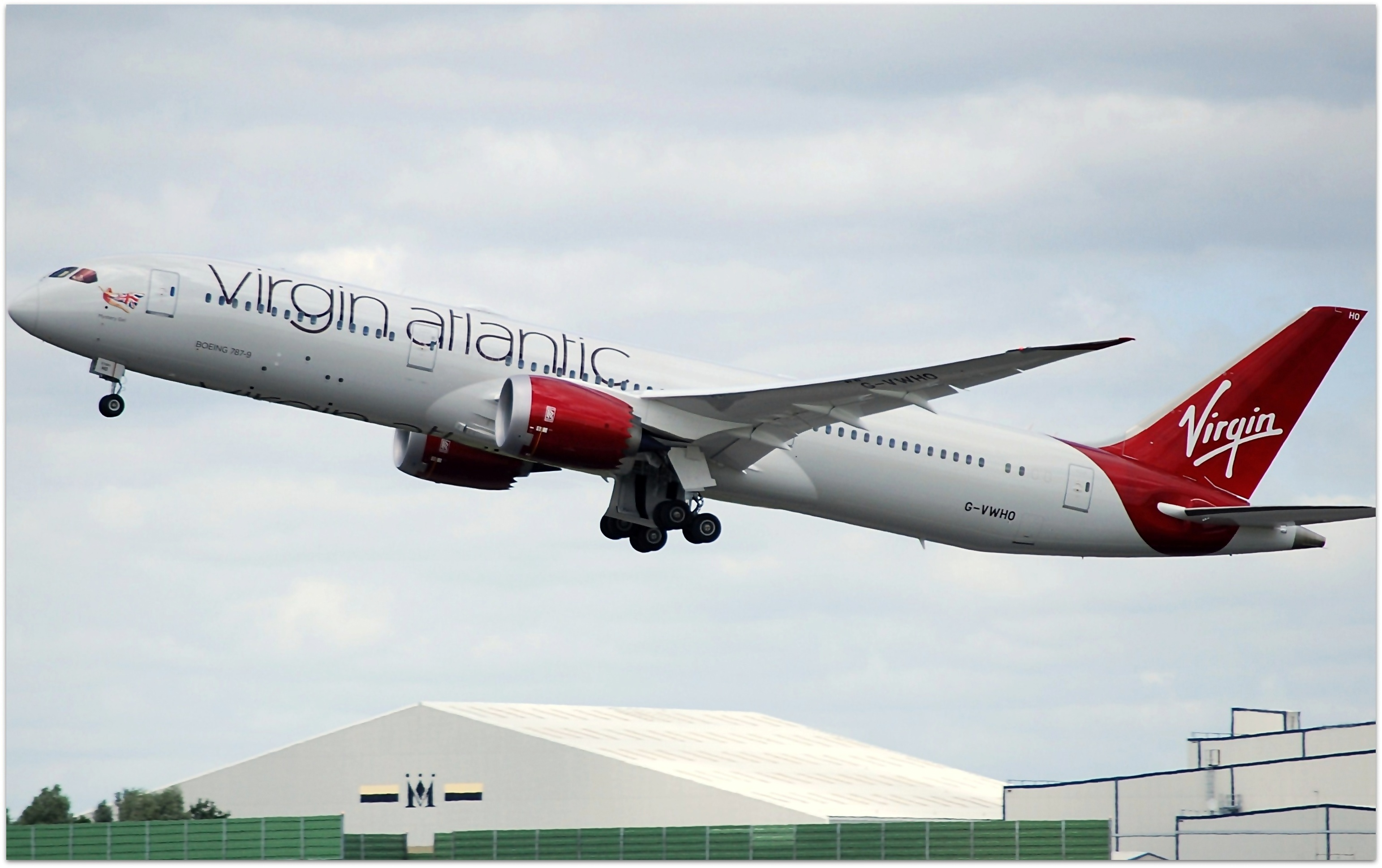
ボーイング787-9

| 機種              | 運用数 | 発注数 | 客室 | 客室 | 客室 | 客室 | 備考                                                          |
| 機種              | 運用数 | 発注数 | J    | W    | Y    | 計   | 備考                                                          |
| ----------------- | ------ | ------ | ---- | ---- | ---- | ---- | ------------------------------------------------------------- |
| エアバスA330-300  | 6      | -      | 31   | 48   | 185  | 264  | A330-900に置き換え予定                                        |
| エアバスA330-900  | 8      | 1      | 32   | 46   | 184  | 262  | 232席仕様は2026年第3四半期より導入予定                        |
| エアバスA330-900  | 0      | 10     | 48   | 56   | 128  | 232  | 232席仕様は2026年第3四半期より導入予定                        |
| エアバスA350-1000 | 7      | -      | 44   | 56   | 235  | 335  |                                                               |
| エアバスA350-1000 | 5      | -      | 16   | 56   | 325  | 397  |                                                               |
| ボーイング787-9   | 17     | -      | 31   | 35   | 198  | 264  | 2028～2030年に227席仕様に改修予定 2028年までにうち3機退役予定 |
| ボーイング787-9   | 0      | -      | 44   | 56   | 127  | 227  | 2028～2030年に227席仕様に改修予定 2028年までにうち3機退役予定 |
| 計                | 43     | 11     |      |      |      |      |                                                               |

- エアバスA330-300
- エアバスA330-900
- エアバスA350-1000
- ボーイング787-9

### 退役機材

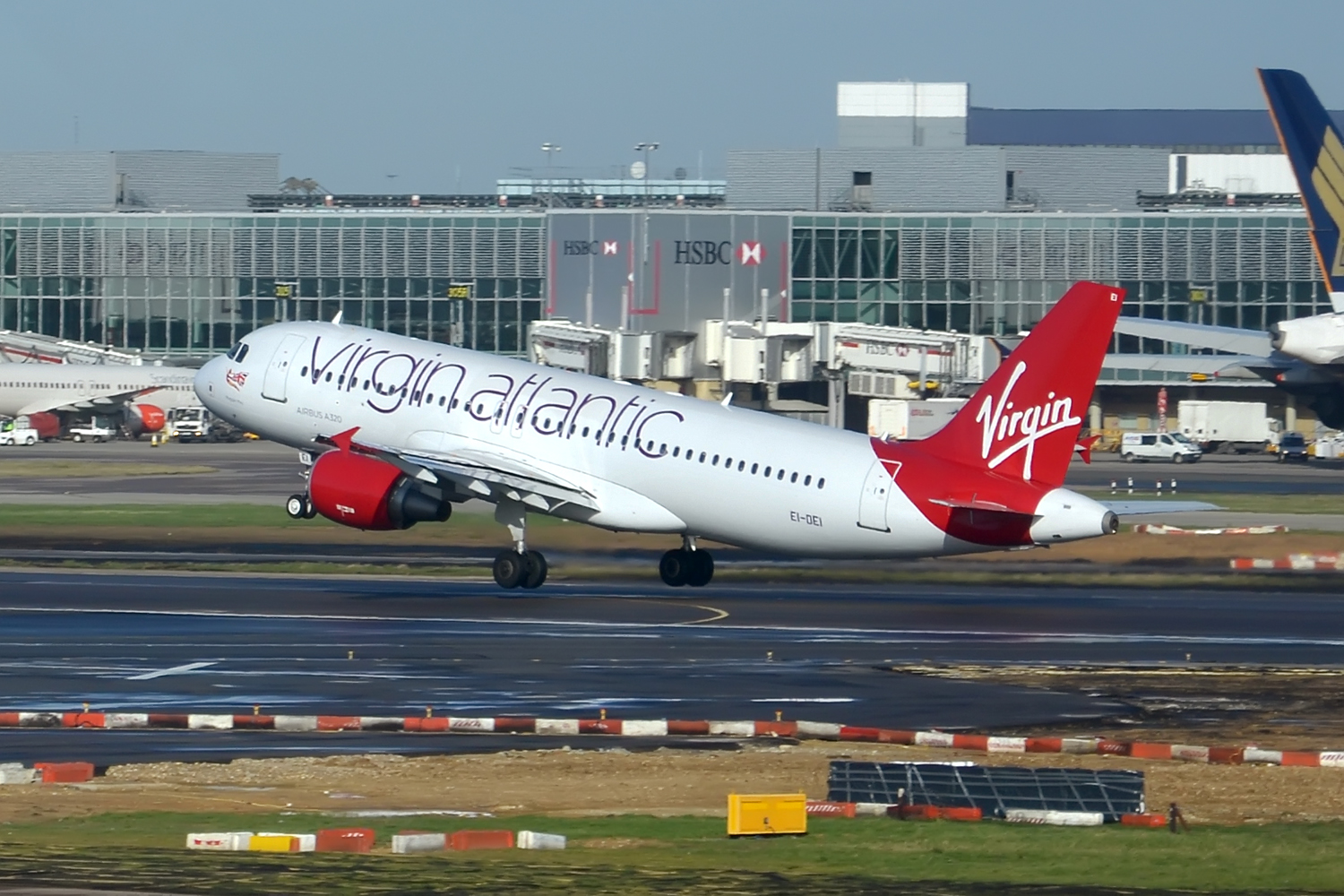
エアバスA320-200
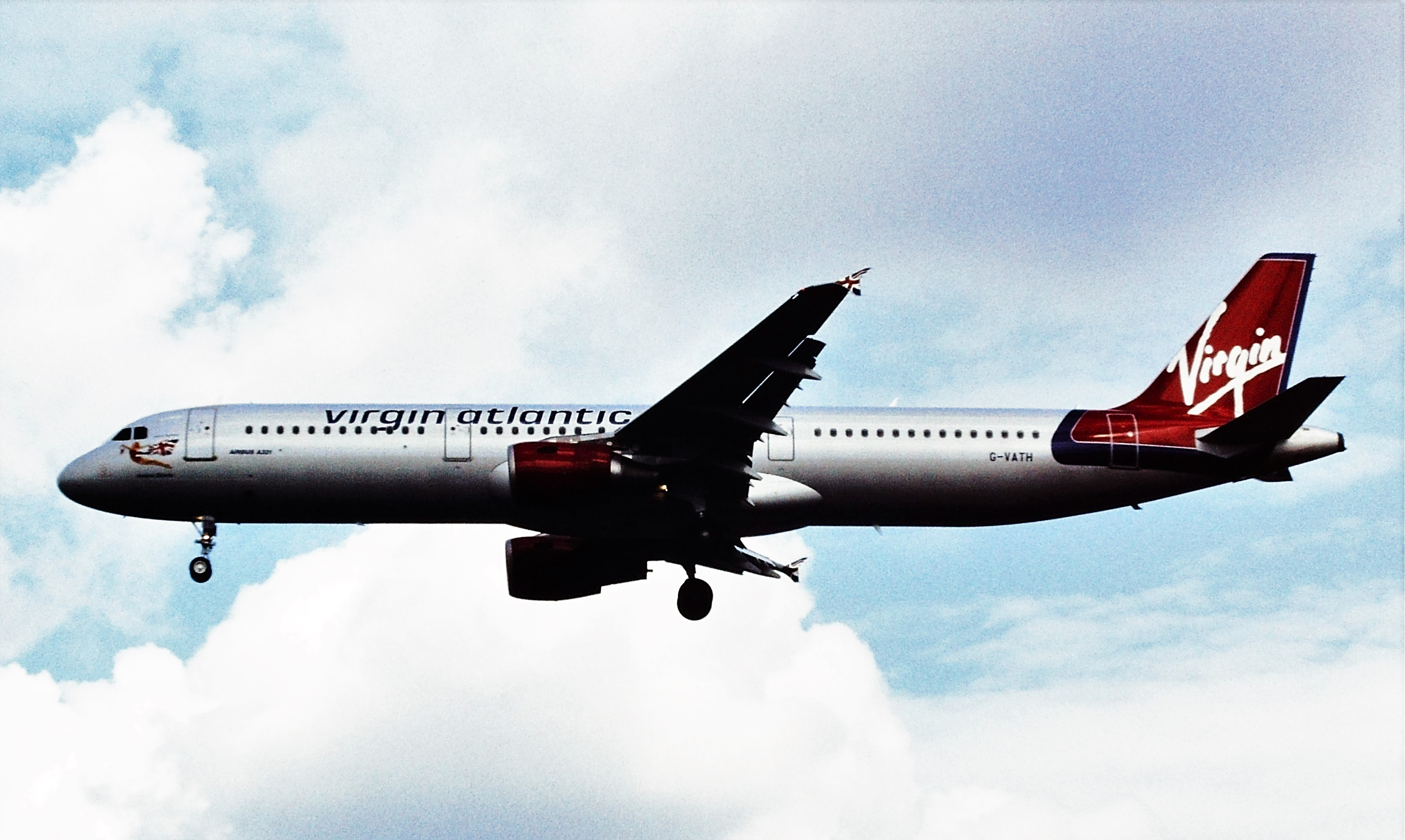
エアバスA321-200
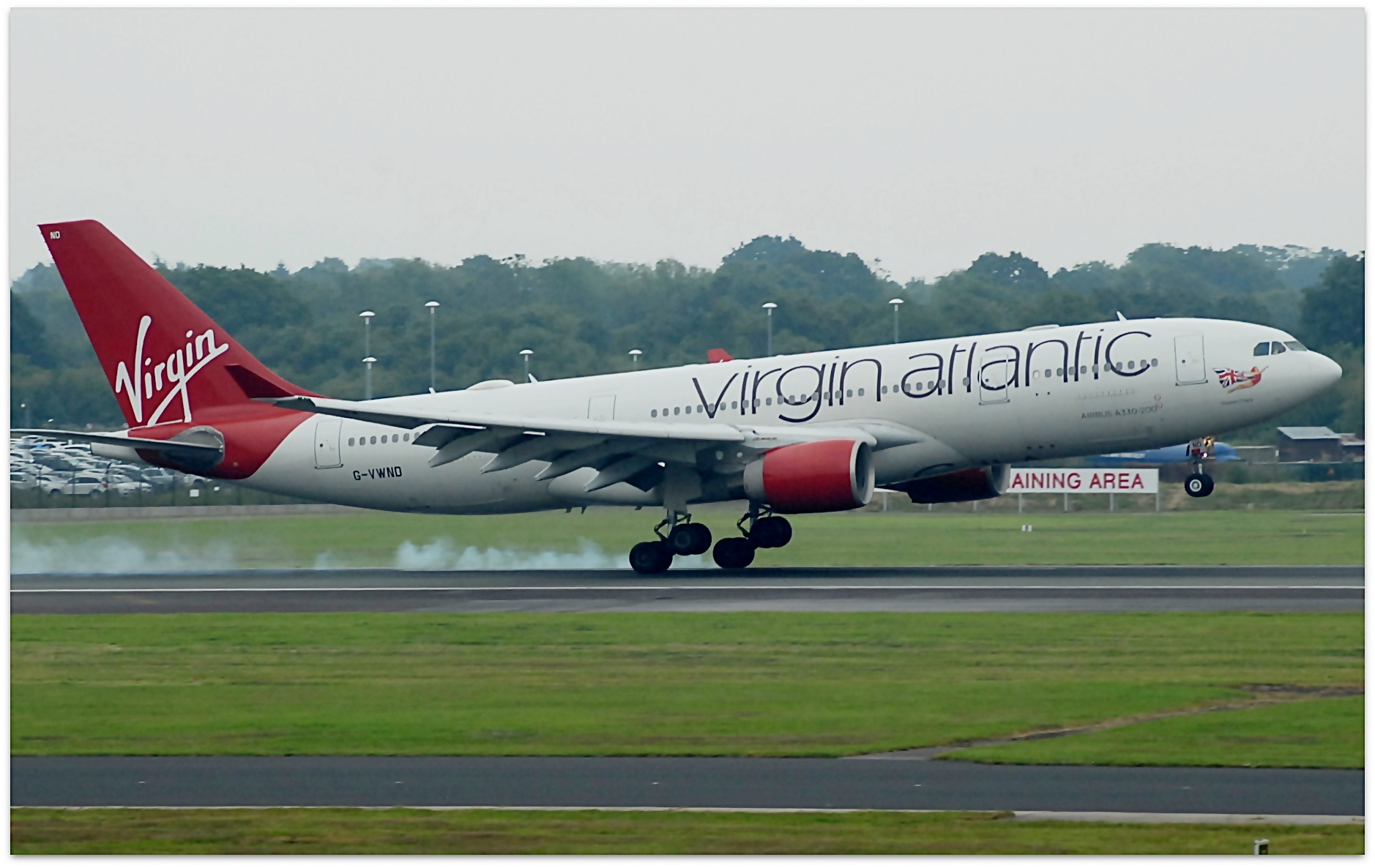
エアバスA330-200
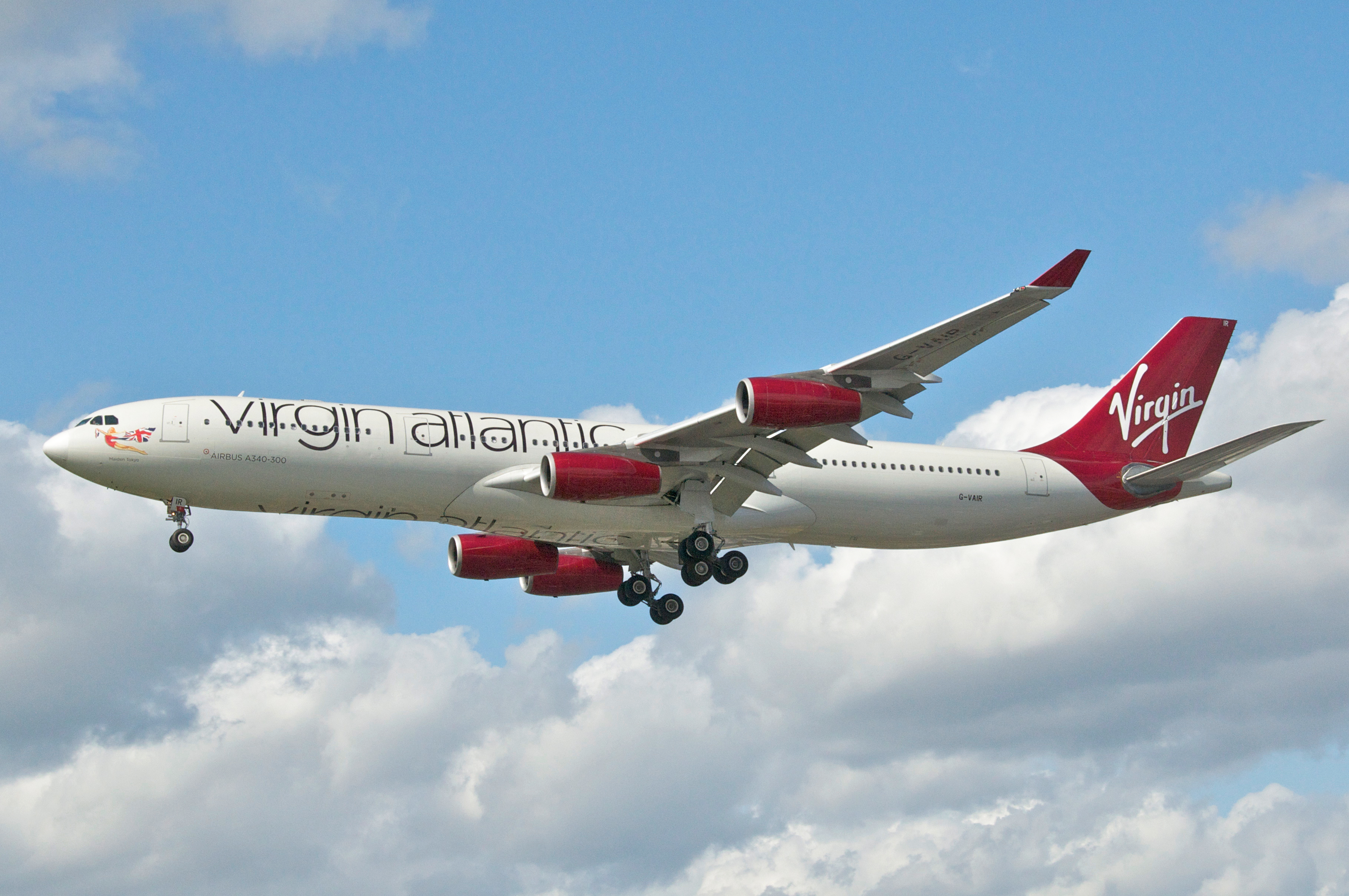
エアバスA340-300/600
- BAC 1-11
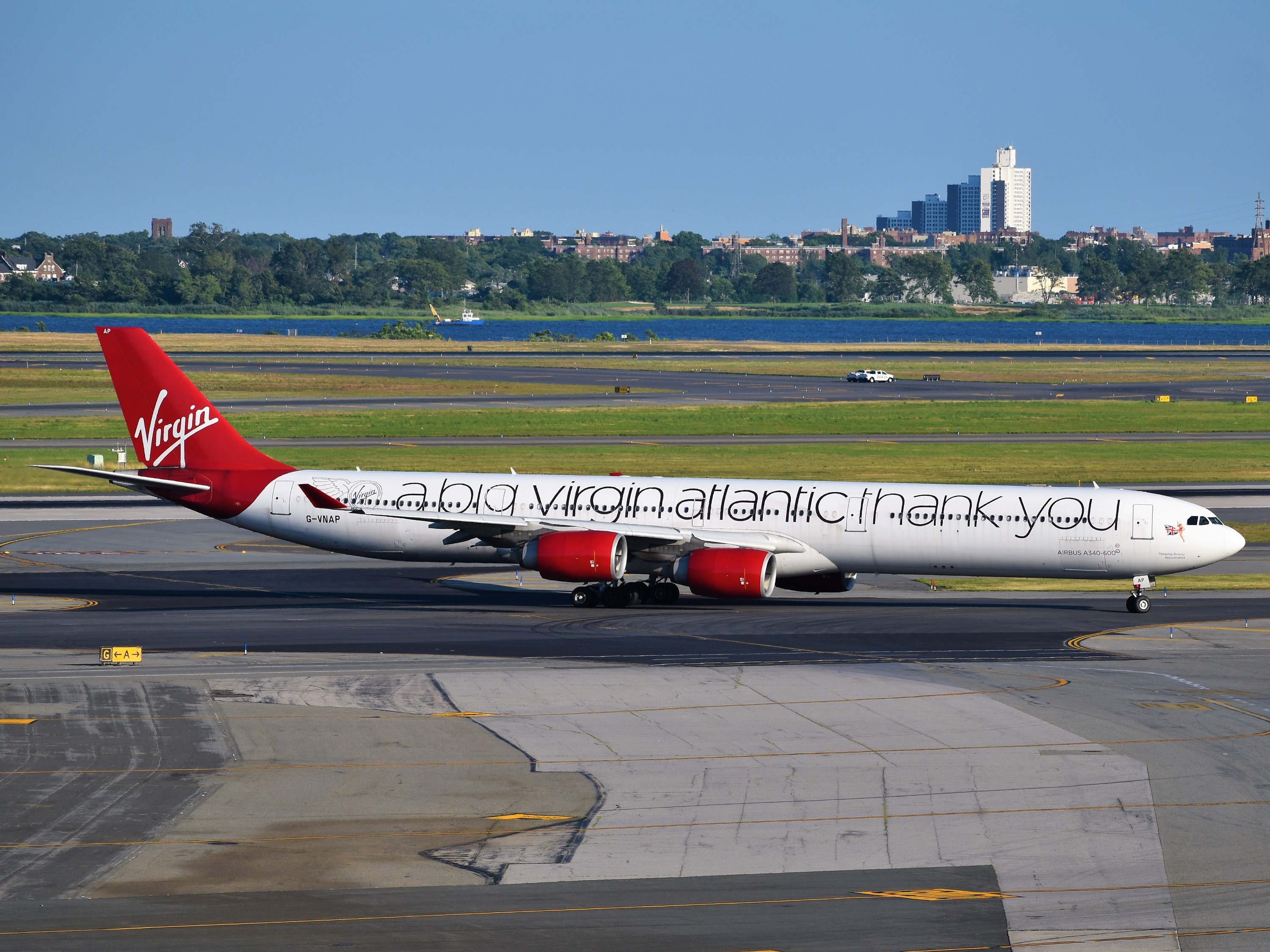
BAe 146-100/200
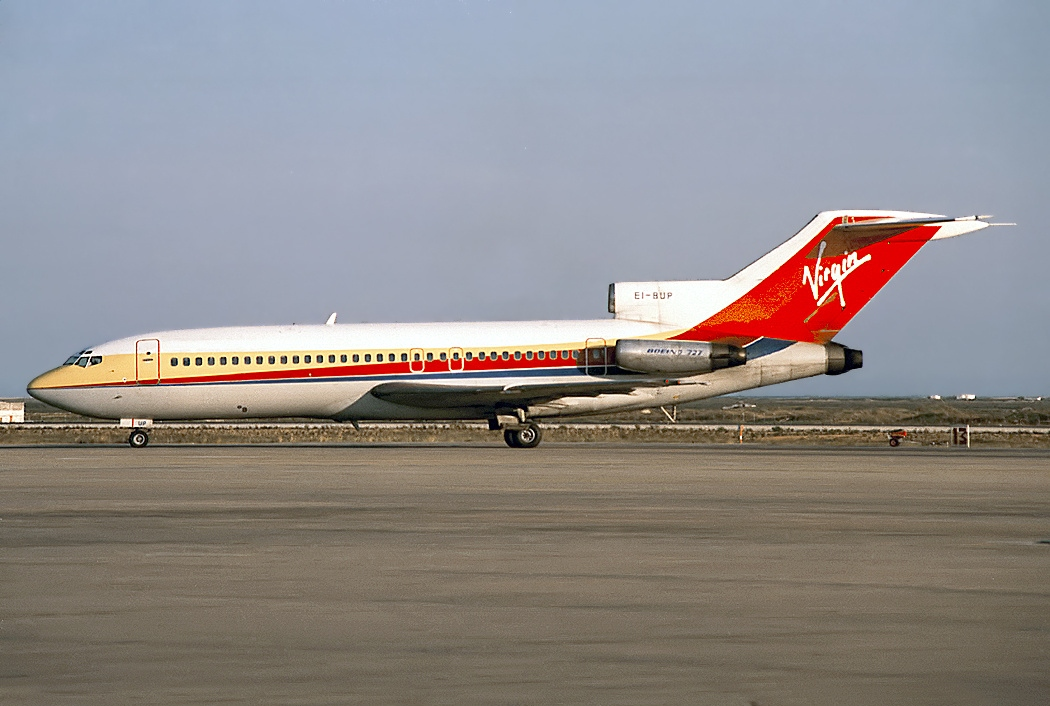
ボーイング727
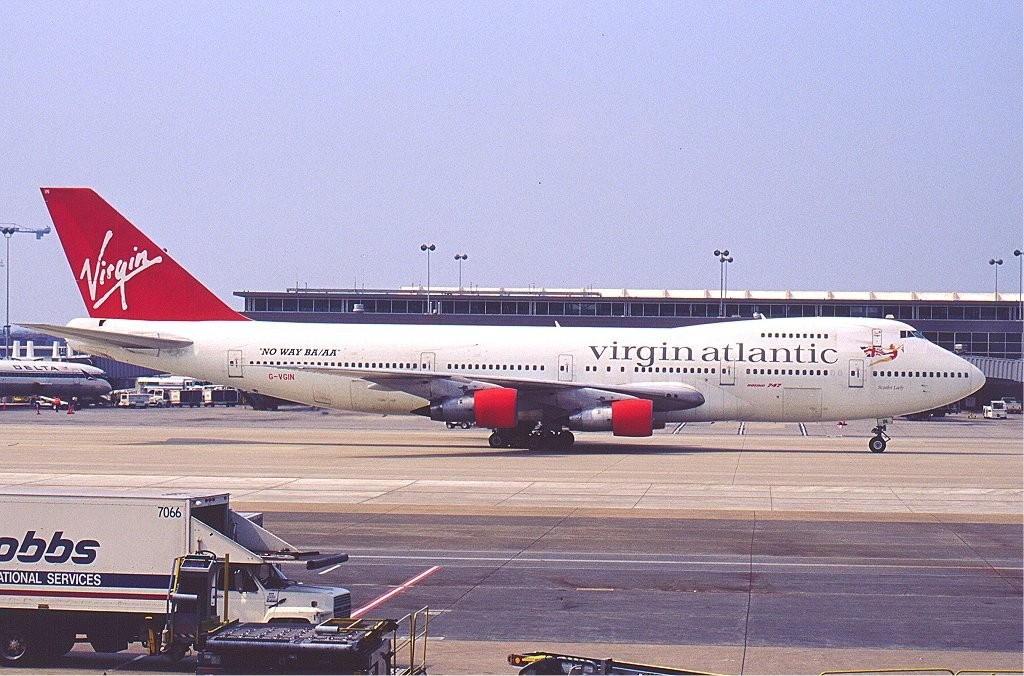
ボーイング737-400
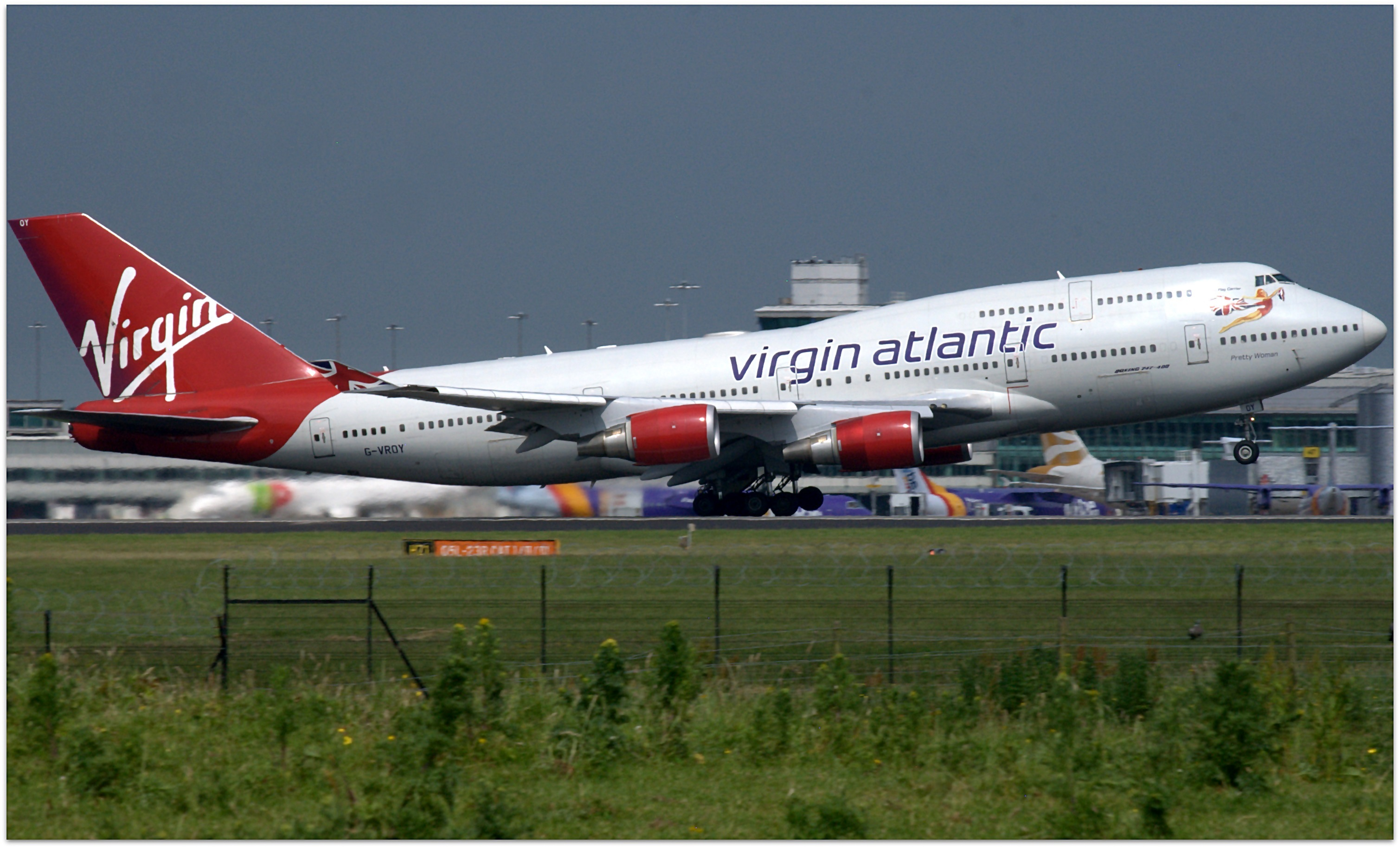
ボーイング747-100/200B
- ボーイング747-400
- ボーイング767-300
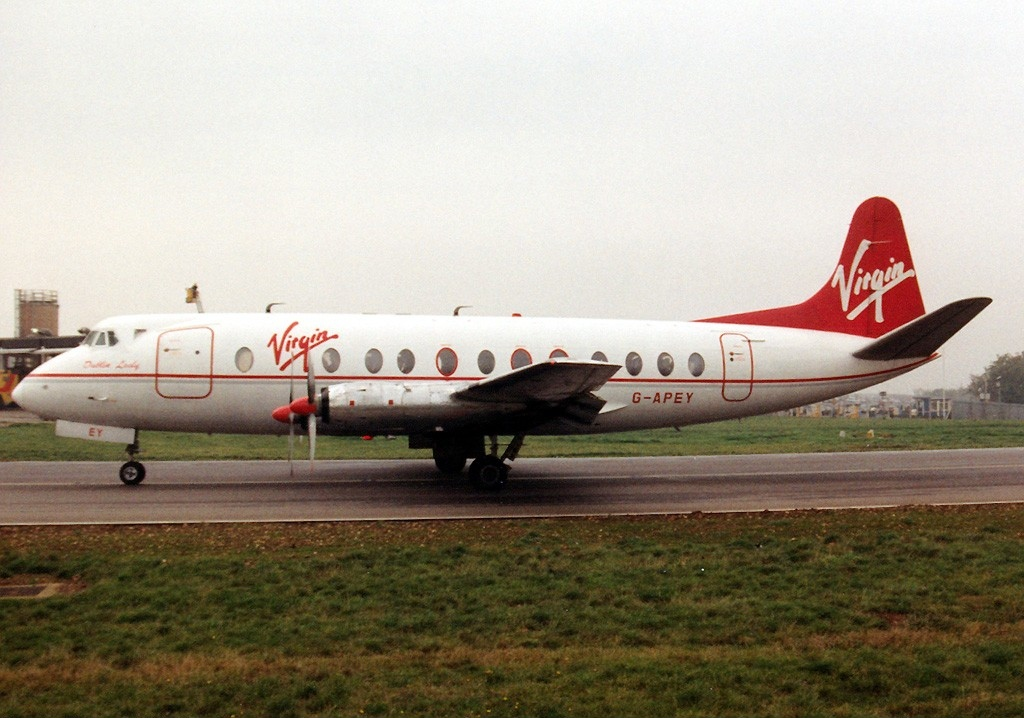
ビッカース バイカウント800

- エアバスA320-200
- エアバスA321-200（旧塗装）
- エアバスA330-200
- エアバスA340-300
- エアバスA340-600
- ボーイング727
- ボーイング747-200（旧塗装）
- ボーイング747-400（旧塗装）
- ビッカース バイカウント800（旧塗装）

### アド・メッセージ
航空機に以下のメッセージが書いていることがある。
“Mine's Bigger Than Yours”
ヴァージン・アトランティックが保有するエアバスA340-600が世界で最長の胴体を持つ旅客機であったことから。
“4 Engines 4 Longhaul”
もともとはエアバスがエアバスA340登場時に用いていたキャッチコピーをそのまま使ったもの。競合相手であるブリティッシュ・エアウェイズが、長距離路線にボーイング777やボーイング767といった双発機を用いたことに対抗し、4つのエンジンを持つエアバスA340を強調したものである。このメッセージは2006年、ヴァージンが双発機であるボーイング787の導入を決定した後に順次消された。なお当社は、2020年に運用機材が双発機のみとなった。
“Avoid The Q”
ヴァージンがロンドン/ヒースロー - 香港 - シドニー線に就航したときに使われていたメッセージ。この「Q」には2つの意味が込められており、“queues”=行列（このときヴァージンは、空港で並ばずにすむオンラインチェックインサービスを開始していた）と、同じルートを飛行するワンワールドメンバーのカンタス航空="Qantas"の2つを避けよう、とアピールしたものである。
“Keep Discovering - Until You Find The Best”
ヴァージンがロンドン/ヒースロー - ドバイ線に就航したときに使われたメッセージ。“Keep Discovering”は、ドバイを拠点とするエミレーツ航空が用いているスローガンであり、それをもじったものである。
“BA can't keep it Concorde up!”
2003年夏にエールフランスとブリティッシュ・エアウェイズがコンコルドの運航を停止したが、その際、ヴァージンは1機1ポンドで購入する意向を示し、強気な姿勢で臨んだ。しかし結局購入できず、飛行機の後部に「ブリティッシュ・エアウェイズはコンコルドを保有する余裕は無いはずだ!!」と書いたのである。
“No Way BA/AA”
ブリティッシュ・エアウェイズとアメリカン航空の提携（現在のワンワールドに発展する）が発表された際に、"NO WAY BA/AA（NO WAYとは、「とんでもない」といった意味）"と提携を非難するメッセージを書いた。これは、英米間で高い路線シェアを持つ2社(例：ダラス-ロンドン線は当時この2社が100パーセント独占していた)が組むことに反発したものである。それ以降も航空連合の加入には否定的であり、特に両社によって結成されたワンワールドの加盟会社とは一切提携を行なっていなかったが、マイレージ提携先のマレーシア航空が2013年にワンワールドに加盟した。その後このメッセージは他のメッセージに換えられたが、2008年にブリティッシュ・エアウェイズ、アメリカン航空及びイベリア航空の三社による業務提携が発表された際に、英米二社による大西洋路線の独占に繋がることを危惧して一部機材にてこの表示を復活させている。ヴァージンの公式サイトには“No Way BA/AA”専用ページまで用意されていた。しかし、ヴァージン・アトランティック航空も2023年に航空連合スカイチームへ加盟をした。
“More experience than the name suggests,”
社名の「ヴァージン」という言葉は「処女」を示すものだが、その名前とは裏腹に同社が経験を積んだエアラインであるとアピールするものである。
“(ロンドンオリンピックのマーク)Backing the bid”
2012年ロンドンオリンピックの協賛企業になっていたことから。Backing the Bidとはそのまま「入札を支援する」という意味。なお、同じ文言はブリティッシュ・エアウェイズの機材にも表示されていた。
“Still Red Hot For 25 Years”・“Love at first flight”
2009年6月22日にヴァージン・アトランティック航空が運航開始25周年を迎えることとなり、25周年記念のCMなどに用いられたコピーが“Still Red Hot For 25 Years”と“Love at first flight”だったことから。前者はヴァージンのコーポレートカラーである赤をモチーフとし、後者は“Love at first sight”（一目ぼれ）をもじったと思われる。
“Your Airline's Either Got It, Or It Hasn't”
2010年にコーポレートロゴを変更したことに伴い使用を開始したスローガン。「あなたのエアラインには、こんな（ヴァージンのような）サービスはありますか?」と問いかけ、同社のサービスがユニークであることをアピールしたものである。また、これに伴ってグローバル向けCMの放送を行った。

## 就航都市
| ヴァージン・アトランティック航空 就航都市一覧 （2025年7月現在） | ヴァージン・アトランティック航空 就航都市一覧 （2025年7月現在） | ヴァージン・アトランティック航空 就航都市一覧 （2025年7月現在） | ヴァージン・アトランティック航空 就航都市一覧 （2025年7月現在） | ヴァージン・アトランティック航空 就航都市一覧 （2025年7月現在） |
| --------------------------------------------------------------- | --------------------------------------------------------------- | --------------------------------------------------------------- | --------------------------------------------------------------- | --------------------------------------------------------------- |
| 国                                                              | 都市                                                            | 空港                                                            | 備考                                                            |                                                                 |
| ヨーロッパ                                                      |                                                                 |                                                                 |                                                                 |                                                                 |
| イギリス                                                        | ロンドン                                                        | ロンドン・ヒースロー空港                                        | メインハブ空港                                                  |                                                                 |
| イギリス                                                        | マンチェスター                                                  | マンチェスター空港                                              | 焦点空港                                                        |                                                                 |
| イギリス                                                        | エディンバラ                                                    | エディンバラ空港                                                |                                                                 |                                                                 |
| アジア                                                          |                                                                 |                                                                 |                                                                 |                                                                 |
| 韓国                                                            | ソウル                                                          | 仁川国際空港                                                    |                                                                 |                                                                 |
| インド                                                          | デリー                                                          | インディラ・ガンディー国際空港                                  |                                                                 |                                                                 |
| インド                                                          | ムンバイ                                                        | チャトラパティ・シヴァージー国際空港                            |                                                                 |                                                                 |
| インド                                                          | ベンガルール                                                    | ケンペゴウダ国際空港                                            |                                                                 |                                                                 |
| モルディブ                                                      | マレ                                                            | ヴェラナ国際空港                                                |                                                                 |                                                                 |
| アラブ首長国連邦                                                | ドバイ                                                          | ドバイ国際空港                                                  |                                                                 |                                                                 |
| サウジアラビア                                                  | リヤド                                                          | キング・ハーリド国際空港                                        | [ 26 ]                                                          |                                                                 |
| 北アメリカ                                                      |                                                                 |                                                                 |                                                                 |                                                                 |
| アメリカ合衆国                                                  | シアトル                                                        | シアトル・タコマ国際空港                                        |                                                                 |                                                                 |
| アメリカ合衆国                                                  | サンフランシスコ                                                | サンフランシスコ国際空港                                        |                                                                 |                                                                 |
| アメリカ合衆国                                                  | ロサンゼルス                                                    | ロサンゼルス国際空港                                            |                                                                 |                                                                 |
| アメリカ合衆国                                                  | ラスベガス                                                      | マッカラン国際空港                                              |                                                                 |                                                                 |
| アメリカ合衆国                                                  | アトランタ                                                      | ハーツフィールド・ジャクソン・アトランタ国際空港                |                                                                 |                                                                 |
| アメリカ合衆国                                                  | タンパ                                                          | タンパ国際空港                                                  |                                                                 |                                                                 |
| アメリカ合衆国                                                  | マイアミ                                                        | マイアミ国際空港                                                |                                                                 |                                                                 |
| アメリカ合衆国                                                  | オーランド                                                      | オーランド国際空港                                              |                                                                 |                                                                 |
| アメリカ合衆国                                                  | ワシントンD.C.                                                  | ワシントン・ダレス国際空港                                      |                                                                 |                                                                 |
| アメリカ合衆国                                                  | ニューヨーク                                                    | ジョン・F・ケネディ国際空港                                     |                                                                 |                                                                 |
| アメリカ合衆国                                                  | ボストン                                                        | ジェネラル・エドワード・ローレンス・ローガン国際空港            |                                                                 |                                                                 |
| カナダ                                                          | トロント                                                        | トロント・ピアソン国際空港                                      | [ 27 ]                                                          |                                                                 |
| メキシコ                                                        | カンクン                                                        | カンクン国際空港                                                |                                                                 |                                                                 |
| 西インド諸島                                                    |                                                                 |                                                                 |                                                                 |                                                                 |
| ジャマイカ                                                      | モンテゴ・ベイ                                                  | サングスター国際空港                                            |                                                                 |                                                                 |
| バルバドス                                                      | バルバドス                                                      | グラントレー・アダムス国際空港                                  |                                                                 |                                                                 |
| セントビンセント・グレナディーン                                | アーガイル                                                      | アーガイル国際空港                                              | バルバドス経由                                                  |                                                                 |
| グレナダ                                                        | セントジョージズ                                                | ポイント・サリンス国際空港                                      | バルバドス経由                                                  |                                                                 |
| アンティグア・バーブーダ                                        | セントジョンズ                                                  | VCバード国際空港                                                | バルバドス経由                                                  |                                                                 |
| アフリカ                                                        |                                                                 |                                                                 |                                                                 |                                                                 |
| ナイジェリア                                                    | ラゴス                                                          | ムルタラ・モハンマド国際空港                                    |                                                                 |                                                                 |
| 南アフリカ共和国                                                | ヨハネスブルグ                                                  | ヨハネスブルグ国際空港                                          |                                                                 |                                                                 |
| 南アフリカ共和国                                                | ケープタウン                                                    | ケープタウン国際空港                                            | 季節運航                                                        |                                                                 |
| 休・廃止路線                                                    |                                                                 |                                                                 |                                                                 |                                                                 |
| 日本                                                            | 東京                                                            | 成田国際空港                                                    |                                                                 |                                                                 |
| 香港                                                            | 香港                                                            | 香港国際空港                                                    |                                                                 |                                                                 |
| 中国                                                            | 上海                                                            | 上海浦東国際空港                                                |                                                                 |                                                                 |
| オーストラリア                                                  | シドニー                                                        | シドニー国際空港                                                | 香港経由                                                        |                                                                 |
| パキスタン                                                      | イスラマバード                                                  | イスラマバード国際空港                                          |                                                                 |                                                                 |
| アメリカ合衆国                                                  | ニューヨーク                                                    | ニューアーク・リバティー国際空港                                |                                                                 |                                                                 |
| アメリカ合衆国                                                  | オースティン                                                    | オースティン・バーグストロム国際空港                            |                                                                 |                                                                 |
| ジャマイカ                                                      | キングストン                                                    | ノーマン・マンレー国際空港                                      |                                                                 |                                                                 |
| キューバ                                                        | ハバナ                                                          | ホセ・マルティ国際空港                                          |                                                                 |                                                                 |
| トリニダード・トバゴ                                            | トバゴ島                                                        | クラウン・ポイント空港                                          |                                                                 |                                                                 |
| プエルトリコ                                                    | サンフアン                                                      | ルイス・ムニョス・マリン国際空港                                |                                                                 |                                                                 |
| ケニア                                                          | ナイロビ                                                        | ジョモ・ケニヤッタ国際空港                                      |                                                                 |                                                                 |
| モーリシャス                                                    | モーリシャス                                                    | サー・シウサガル・ラングーラム国際空港                          |                                                                 |                                                                 |
| ブラジル                                                        | サンパウロ                                                      | グアルーリョス国際空港                                          |                                                                 |                                                                 |
| イスラエル                                                      | テルアビブ                                                      | ベン・グリオン国際空港                                          |                                                                 |                                                                 |
| ガーナ                                                          | アクラ                                                          | コトカ国際空港                                                  |                                                                 |                                                                 |
| セントルシア                                                    | ビュー・フォート                                                | ヘウノラ国際空港                                                |                                                                 |                                                                 |
| バハマ                                                          | ナッソー                                                        | リンデン・ピンドリング国際空港                                  |                                                                 |                                                                 |
| タークス・カイコス諸島                                          | プロビデンシアレス島                                            | プロビデンシアレス国際空港                                      |                                                                 |                                                                 |

## 日本との関係

### 歴史
- 1988年10月、日本支社を開設。（所在地は東京都港区南青山）
- 1989年5月から、ロンドン/ガトウィック-東京/成田線をボーイング747-200で運航開始。日本就航当時から日本人の客室乗務員を採用していた。
- 1991年5月にから、成田線の使用空港がロンドン/ヒースロー空港に変更となり、全便が直行便化。
- 1994年から、東京/成田線の使用機材がエアバスA340-300に変更となる。
- 2002年から、東京/成田線の使用機材がエアバスA340-600に変更となる。
- 2003年から、全日本空輸(ANA)とのマイレージプログラムでの提携が開始される。
- 2009年8月3日から、東京/成田 - ロンドン/ヒースロー線でANAとのコードシェアを開始。
- 2014年に予定されていた羽田空港国際線旅客ターミナルの拡張に合わせ、成田路線を羽田発着に移行する計画であったが[28]、最新鋭機材のボーイング787-9の納入遅れもあり、2015年2月1日の成田発をもって成田線から撤退した。これにより、ヴァージン アトランティック航空は日本路線の運航から撤退し[29]、東京都内にあった日本支社も閉鎖された。
- 撤退以降はコードシェアを実施している全日本空輸が、ヴァージン・アトランティック航空の成田-ロンドン線の利用者を全日本空輸の羽田－ロンドン線に振り替えているが、ANAの羽田-ロンドン線の運航条件であった成田線が廃止されたためANAは国交省の暗黙ルールである、成田縛りに抵触したこととなる[30]。

## 提携航空会社

### マイレージサービス
「フライングクラブ（Flying Club）」を運営している。
かつては競合会社であるブリティッシュ・エアウェイズが、スターアライアンスと競合するワンワールドに加盟していることもあり、以前は大株主・シンガポール航空などスターアライアンスの加盟会社が多かったがエールフランス-KLMとの共同事業拡大契約やスカイチーム加盟によりスカイチーム寄りの提携になってきている。
ヴァージン・アトランティック航空に搭乗してシンガポール航空の「クリスフライヤー」にマイルを加算すれば、スターアライアンスゴールド会員になることもできる。

### ジョインベンチャーパートナー
いずれもスカイチーム加盟会社である。
- エールフランス
- デルタ航空
- KLMオランダ航空

### コードシェアパートナー
スカイチーム加盟会社
- アエロメヒコ航空
- 中国東方航空
- ケニア航空
- 大韓航空
- ミドル・イースト航空
- サウディア
- スカンジナビア航空
- ベトナム航空

その他の会社
- ニュージーランド航空（スターアライアンス）
- エルアル航空
- IndiGo
- LATAM航空
- ウエストジェット航空

### インターラインパートナー
- エーゲ航空（スターアライアンス）
- エアリンガス
- エア・インディア（スターアライアンス）
- エアリンク
- エア・セルビア
- ブルガリア航空
- ブリティッシュ・エアウェイズ（ワンワールド）
- カリビアン航空
- ハワイアン航空
- 香港航空
- アイスランド航空
- TAPポルトガル航空（スターアライアンス）

### その他のパートナー
- イージージェット

## その他
- ファーストクラスのアメニティには人気があり、しばしばブランケットや調味料入れなどが盗難に遭う。このため、あらかじめ備品の一部には最初から「ヴァージン航空からの盗品」というロゴが刻まれている[32]。
- 90年代前半、日本国内に就航時、CBSドキュメントダッシュダッシュで懸賞との対立をレポートされた事が有る。

## 関連文献・雑記
- リチャード・ブランソン 『ヴァージン-僕は世界を変えていく』 阪急コミュニケーションズ、2003年。ISBN 4484031027
ヴァージンアトランティック航空発足当時に起きたブリティッシュ・エアウェイズとの攻防の記録が記されている。
- つばさ出版『月刊翼』1989年9月号（通巻279号）
- イカロス出版『月刊エアライン』2006年1月号（通巻319号)

## 関連会社
- ヴァージン・オーストラリア
- ヴァージン・エキスプレス
- ヴァージン・アメリカ
- エア・ナイジェリア
- マルコム・マクラーレン - "Operaa House"がCM曲となる